# محمد أمين السفرجلاني
محمّد أمين بن محمّد بن خليل السَّفَرْجَلاني لقب بـشيخ (؟ - 1916) فقيه حنفي وأديب شامي من أهل دمشق.

## مؤلفاته
- القطوف الدانية في العلوم الثمانية.
- عقود الأسانيد:ذكر فيه مشايخه وبعض المؤلفات وسندها نظم.
- الكوكب الحثيث في مصطلح الحديث.
- العقد الوحيد : في علم التوحيد.